# Őszi Kornél
Őszi Kornél (Szilágysomlyó, 1869. május 8. – Budapest, 1939. augusztus 7.) magyar  
író, újságíró, lótenyésztő, a Sportélet és a Magyar Turf folyóiratok alapítója és főszerkesztője.

## Életútja
Őszi József és Fleischer Mária fia, (katolikus hitre tért). Iskoláit részben Szilágysomlyón, majd később Budapesten végezte. Érettségi után az országgyűlési gyorsíró iroda tagjaként állt munkába. Néhány évvel később, 1888-ban lett hírlapíró. 1889−1892-ben a Budapesti Hírlap, 1893–1896-ban a Pesti Hírlap, 1896−1899 között ismét a Budapesti Hírlap és Esti Újság munkatársa, majd a Budapesti Napló szerkesztőségének tagja volt. Pályája felfelé ívelt, azonban 1894-től hallása fokozatosan romlott. Szerkesztette a „Magyarország Párisban” című képes folyóiratot 1897–1898-ban, hogy az 1900. évi párizsi világkiállítás iránti érdeklődést előkészítse. Ekkoriban jutott arra az elhatározásra, hogy a lótenyésztés és versenyzés szolgálatában közéleti hírlapfórumot hoz létre. 1896-ban nagyszabású sportlapvállalatot alapított, mely később magában foglalta a többi között a Sportélet, a Favorit és a Magyar Turf lapokat. (A Sportélet 1896-os alapítását követően, a századfordulón, 1900-ban indította el a Magyar Turf című folyóiratot).
1913-ban versenyistállót és telivér ménest is alapított. Versenyistállóját a magyar határokon túl is jól ismerték. Versenyszíneit a budapesti, alagi, megyeri, tátrai, siófoki és különböző külföldi pályákon az évek során ötszáz telivér hordozta. A „Bankár”, a nagyon gyors „Szapora” és a talán legkitűnőbb, általa kitenyésztett „Bankár-öccse” volt, amivel jelentős sikereket ért el, lovai gyakorta arattak győzelmet Freudenauban, a bécsi Práterben lévő galopp-pályán is.
1896-ban nősült meg, felesége Szőke Jolán (1878–1921) volt, nála 18 évvel korábban hunyt el. Gyermekeik: Katalin, Jolán. Katalin leánya révén egyik veje Marschalkó Teofil atléta, újságíró, költő volt (apósa halálakor a Nemzeti Ujság sportszerkesztője).
Feleségével közös sírja a Fiumei úti sírkert 17/2-es parcellájában található, a sír feliratát, mely vagy működését méltatja, vagy egy idézet, mára olvashatatlanná tette az idő.
Emlékére az 1980-as évek közepétől „Őszi Kornél emlékverseny” futamokat rendeznek galopp-versenypályán, ma a Kincsem Parkban.

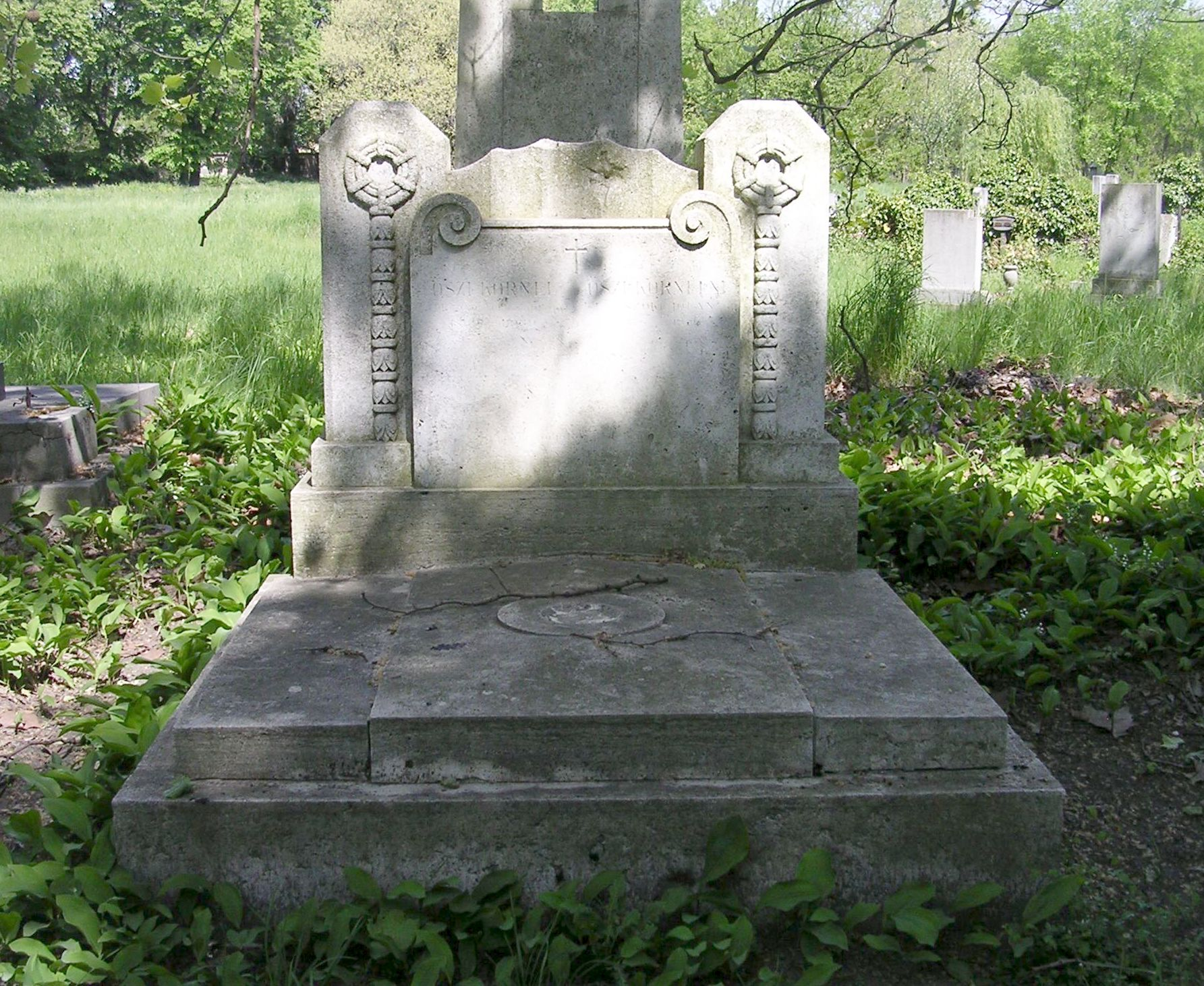
Sírja a Fiumei úti sírkertben (17/2. parcella)

## Művei
Saját lapjain kívül tárcákat, szépirodalmi hatású kisebb közleményeket, elbeszéléseket írt a Budapesti Hírlapba (1891) Pesti Naplóba (1893, 1895), a Magyar Szalonba (1894–1897), Az Ujságba (1908).
Önálló művei: 
- Telivérek (1901)
- Jó kompánia és egyéb elbeszélések (1901)
- Sportsmann Zsebnaptár 1906/1914-re (Budapest, 1914)
- Magyar turfkrónika. A „Magyar Turf” kiadása. (Budapest, 1900−1905)
- A magyar lóversenyzés száz éve. 1827–1927. Az Úrlovasok Szövetkezete megbízásából írta: Őszi Kornél. Egyesült kő- és könyvnyomda, Budapest, 1927, 63 o.
- Magyar Turfkrónika. Budapest, 1939, Klein ny. 151 o.

Nemzetközi hírnévre tett szert a Minden pedigreek könyve. (Magyarország és Német-Ausztria.) System Őszi 1936. (Budapest, 1936. Kiad. Őszi Kornél) 92 oldalas műve, melynek második kiadása, már 133 oldalasra bővítve, 1938-ban látott napvilágot.
Álnevei: (i) és Ö. K.